# Pietro de Fossis
Pietro de Fossis (ou Pietro de Cà Fossis, Fossa, de la Fossa, Pierre de Fossis) (vers le milieu du XVe siècle – Venise, 1527) est un compositeur flamand et un maître de chapelle de la Cappella Marciana.

## Biographie
On ne connaît pas le lieu et la date de naissance de ce compositeur, actif en Italie après 1480. Il est considéré comme étant né vers le milieu du XVe siècle, sur la base des premiers comptes de ses fonctions officielles. On le croit communément d'origine flamande, mais cette hypothèse n'est pas confirmée par les sources, dans lesquelles il apparaît avec son seul nom, sans indication de nationalité, généralement indiquée si cette nationalité est étrangère. Un poète contemporain, Pietro Contarini (dans Argoa voluptas), en parle en utilisant le terme "de progenie Gallo", indiquant probablement une origine franco-flamande. Il n'est pas exclu, par conséquent, que le nom à retenir soit Pierre de Fossis. L'hypothèse formulée par Fétis, que de Fossis serait le même auteur que celui qui apparaît dans une anthologie de O. Petrucci de 1507, sous le nom de Pietro da Lodi et auteur de deux frottoles, est catégoriquement déniée par R. Eitner.
On ne sait rien de la vie de de Fossis avant le 19 septembre 1485, quand il a été engagé en tant que chanteur dans la chapelle ducale de Saint-Marc à Venise avec un salaire de 50 ducats par mois. Conformément à la pratique traditionnelle, il a été élu le 31 août 1491 maître de chapelle, obtenant une augmentation de 20 ducats par mois et, pour la première fois dans la pratique de la chapelle, une «domus in canonica». En 1502, il s'est fait remarquer par la magistrature vénitienne en mettant en musique les vers que Giovanni Armonio (organiste à Saint-Marc entre 1516 et 1552 et poète) a écrit à l'occasion de la visite d'Anne de Foix, Reine de Bohême et de Hongrie. En 1525, il est tombé gravement malade et ses fonctions ont été assumées par Pietro Lupato, qui parmi les chanteurs était le plus qualifié pour le remplacer. À la mort de de Fossis, en 1527, le titre de maître de chapelle est passé au flamand Adrien Willaert grâce à une forte recommandation. En fait, seuls ceux qui avaient déjà servi dans la chapelle comme chanteurs pouvaient être nommés maîtres.
Il ne reste rien de sa production musicale.

## Source de la traduction
- (it) Cet article est partiellement ou en totalité issu de l’article de Wikipédia en italien intitulé « Pietro de Fossis » (voir la liste des auteurs).